# Adil Kadyrzhanov
Adil Kadyrzhanov (Sarátov, 14 de julio de 2000) es un futbolista ruso, nacionalizado kirguís, que juega en la demarcación de centrocampista para el FC Dordoi Bishkek de la Liga de fútbol de Kirguistán.

## Selección nacional
Hizo su debut con la selección de fútbol de Kirguistán el 25 de diciembre de 2023 en un encuentro amistoso contra Uzbekistán que finalizó con un resultado de 4-1 tras los goles de Abbosbek Fayzullaev, Jaloliddin Masharipov, Azizbek Amonov y Golib Gaybullayev para el combinado uzbeko, y de Bakhtiyar Duyshobekov para Kirguistán.

## Clubes
| Club              | País       | Año       | Partidos | Goles |
| ----------------- | ---------- | --------- | -------- | ----- |
| FC Alga Bishkek   | Kirguistán | 2019-2022 | 43       | 2     |
| FC Dordoi Bishkek | Kirguistán | 2023-     | 21       | 0     |